# Dan Sava
Dan Sava (zis Semaka, n. 30 noiembrie 1966, în comuna Verbița, județul Dolj, Republica Socialistă România – d. 16 iulie 1999, pe șoseaua dintre Olimp și Eforie Sud, județul Constanța, România) a fost un membru al grupului Vacanța Mare. A absolvit Facultatea de Informatica la Craiova. Căsătorit, tată a două fete. Este autorul a două cărți de umor ("Psihologia maselor la scaune" și "Am fost manechin la fabrica de prezervative").

## Decesul
Și-a pierdut viața într-o vineri dimineața, într-un accident rutier, petrecut în jurul orei 04:30, într-o curbă periculoasă. Din cauza vitezei mari, Dan Sava a pierdut controlul direcției autoturismului său. Polițiștii spun că mașina a intrat apoi în coliziune cu un copac de pe marginea drumului. În urma impactului puternic Dan Sava a murit pe loc. În același accident au mai fost rănite grav și alte 2 persoane: Corina Livia Zuleanu, învățătoare din Craiova, și Claudiu Stancu tot din Craiova. Ei au suferit multiple traumatisme și au fost internați la Spitalul Clinic Județean Constanța.
Aproape 200 de persoane l-au condus pe ultimul drum. Alături de carul mortuar au mers soția lui și cei doi colegi din grup: Mugur Mihăescu și Radu Pietreanu.